# Bramwald

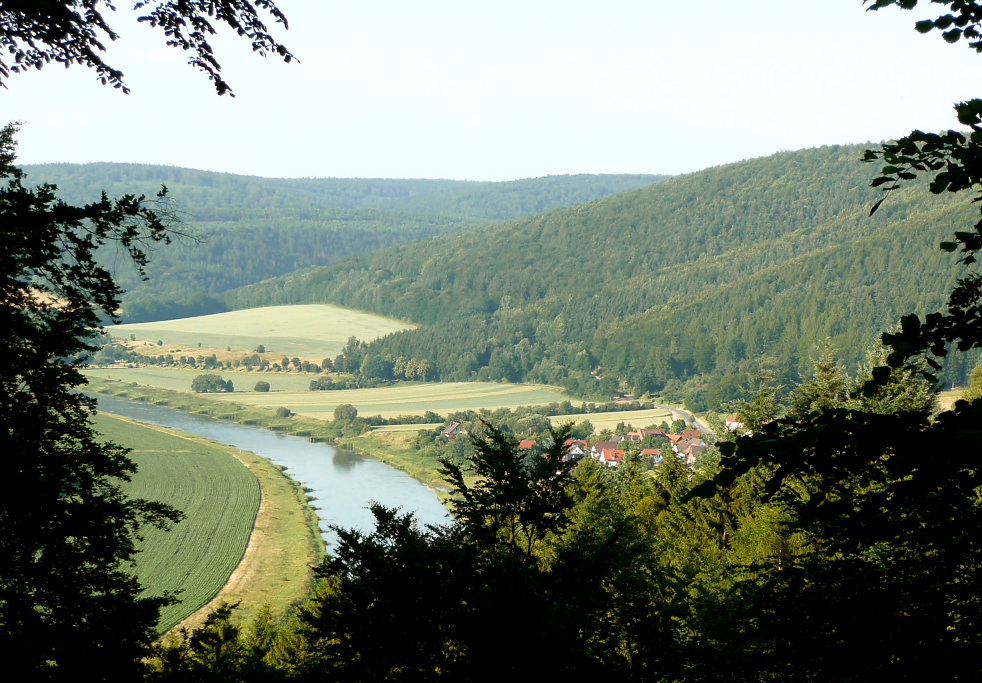
Blick von der Bramburg auf den Bramwald und in das Tal der Weser mit dem Hemelner Ortsteil Glashütte

Der Bramwald im niedersächsischen Landkreis Göttingen ist ein bis 408,1 m ü. NHN hohes und bewaldetes Mittelgebirge im Weserbergland.

## Geographie

### Lage

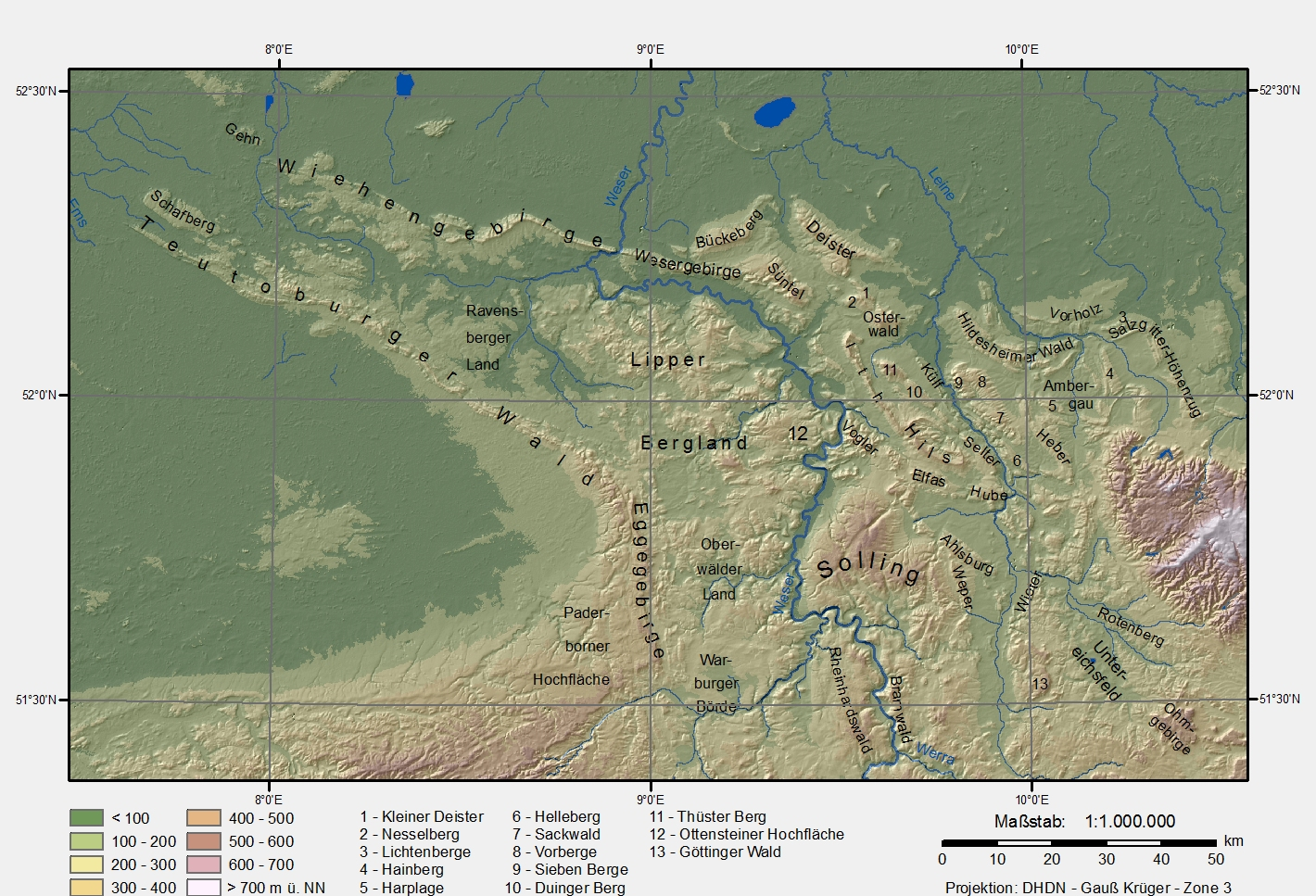
Bramwald im Niedersächsischen Bergland

Der Bramwald liegt in Südniedersachsen im Nordwesten des Naturparks Münden etwa 20 km (Luftlinie) westlich von Göttingen und 5 km nördlich der Kernstadt von Hann. Münden. Er liegt östlich des oberen Südabschnitts der Oberweser, an deren westlichem Ufer sich der weitläufige Reinhardswald in Nordhessen befindet. Nach Norden leitet die Landschaft zum Kuppigen Solling über, wobei die Nieme nahe der Grenze zu Hessen die beiden Gebiete voneinander trennt. Jeweils etwas entfernt im Osten erhebt sich der Dransfelder Stadtwald und im Süden der Kaufunger Wald.
Der langgestreckte Bramwald liegt im Bereich vom Staatsforst des Forstamtes Münden. Sein höchster Berg ist der Totenberg (408,1 m), der abseits im Norden des Waldgebiets liegt und als Naturschutzgebiet (siehe unten) ausgewiesen ist.

### Naturräumliche Zuordnung
Der Bramwald bildet in der naturräumlichen Haupteinheitengruppe Weser-Leine-Bergland (Nr. 37) und in der Haupteinheit Solling, Bramwald und Reinhardswald (370) die Untereinheit Bramwald (370.5), die sich in die Naturräume Hemelner Bramwald (370.50), Schedetal (370.51) und Mündener Bramwald (370.52) aufteilt. Nach Norden leitet die Landschaft durch das Tal der Nieme zum Kuppigen Solling (370.1) über. Nach Osten fällt sie in die Schedener Rötsenke (371.11), nach Süden in die Mündener Fulda-Werra-Talung (370.6) und nach Westen in das Weserdurchbruchstal (370.3) ab.

### Berge

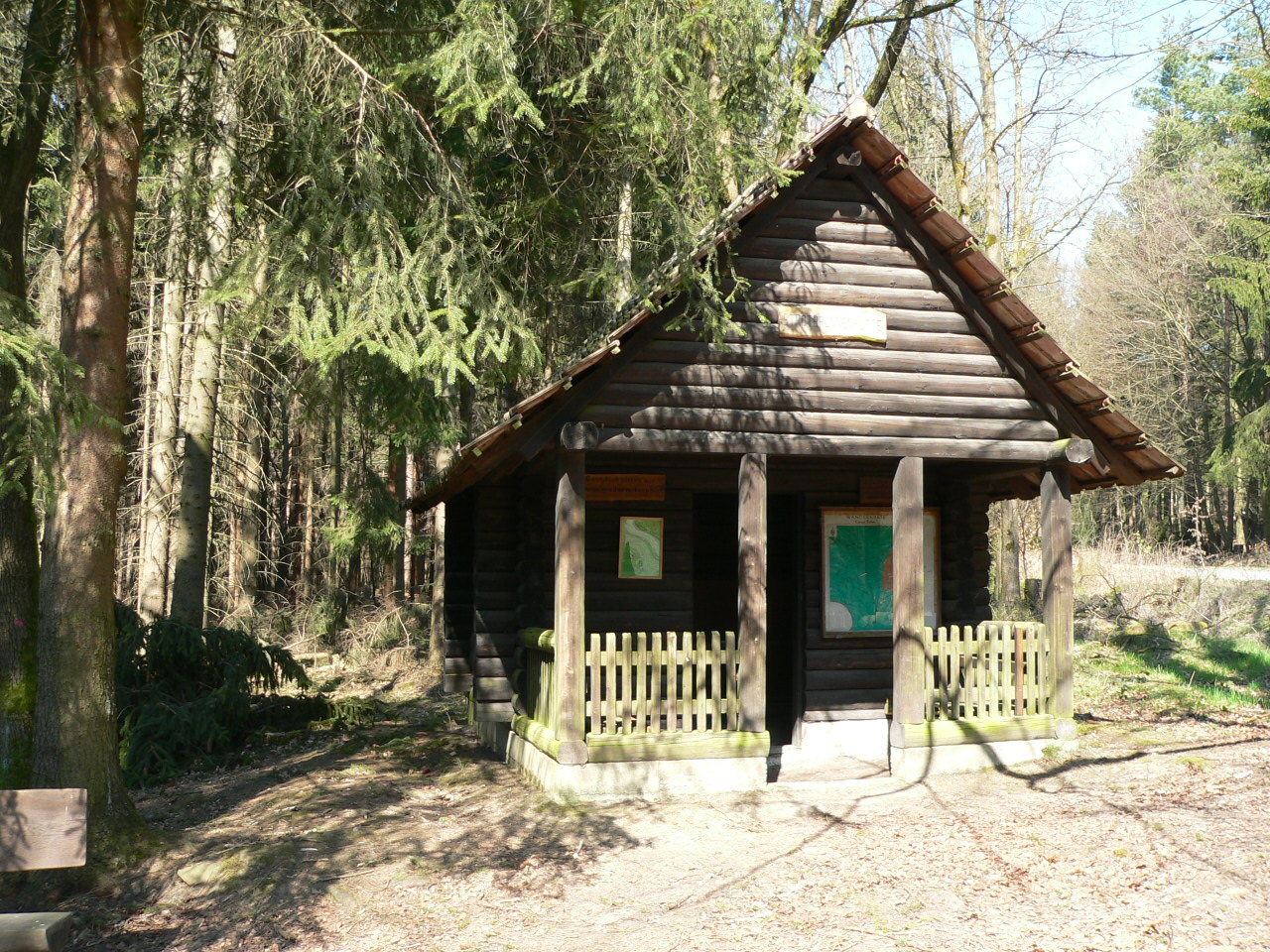
Schutzhütte im Bramwald am Waldweg Lange Bahn

Zu den Bergen und Erhebungen des Bramwaldes gehören ohne solche des Kiffings − sortiert nach Höhe in Meter (m) über Normalhöhennull (NHN) und mit vor Ort befindlichen geographischen Objekten:
| - Totenberg (408,1 m); Naturschutzgebiet Totenberg - Heidelberg (ca. 402 m); Sendeturm - Klingenberg (399,5 m) - Hünenkopf (388,5 m); Bramburg und Hünenburg Hemeln - Sandberg (382,3 m) - Klagesberg (ca. 381 m) - Vaaker Berg (380,1 m) - Speerberg (ca. 380 m) | - Schiffberg (377,4 m) - Klingenberg (ca. 373 m) - Hüttenberg (360,3 m) - Lange Lieth (345,5 m) - Blümer Berg (320,4 m) - Spiekerberg (312,5 m) - Questenberg (ca. 220 m) - Mühlberg (ca. 212 m) |

### Fließgewässer

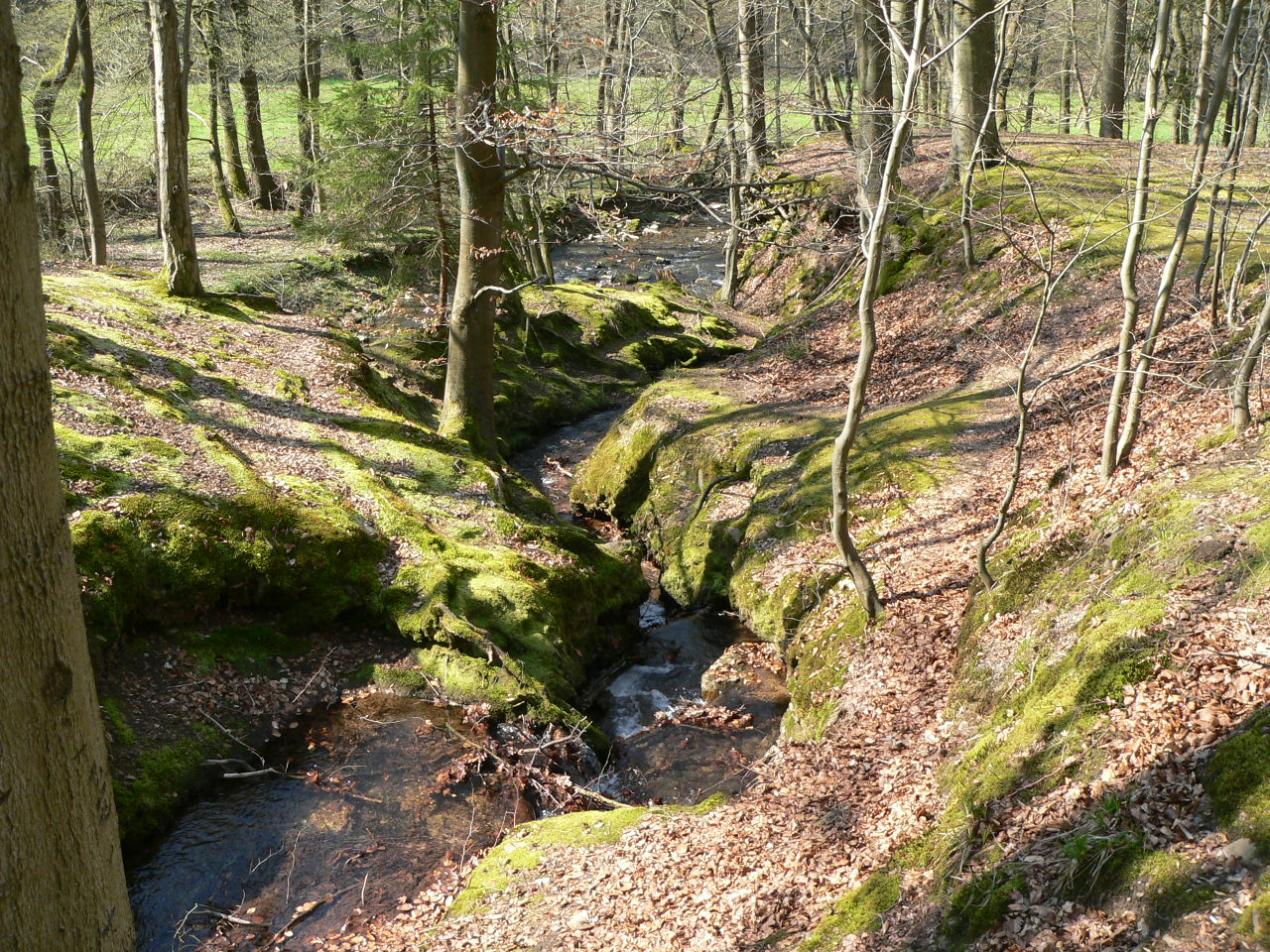
Bramwald, Mündung der Quarmke in die Nieme

Im und am Bramwald befinden sich unter anderem diese überwiegend in West-Ost-Richtung verlaufenden Fließgewässer:
- Hasselgraben – entspringt im Nordteil des Waldes und mündet in den Thielebach
- Hessenbach – entspringt im äußersten Nordteil des Waldes, fließt nach Nordosten und gehört zum Einzugsgebiet der Schwülme
- Nieme – entspringt im Bramwald, bildet später seine nördliche Grenze und mündet in die Weser
- Rehbach – mündet in die Nieme
- Schede – entspringt im Südteil des Waldes, passiert ihn südlich und mündet in die Weser
- Schwülme – entspringt im Solling, verläuft ca. 3 km nordöstlich des Bramwaldes und mündet in die Weser
- Thielebach – entspringt im Solling, verläuft später nördlich des Bramwaldes und mündet in die Weser
- Weser – entsteht südlich des Waldes durch den Zusammenfluss von Fulda und Werra und passiert ihn im Westen

### Ortschaften

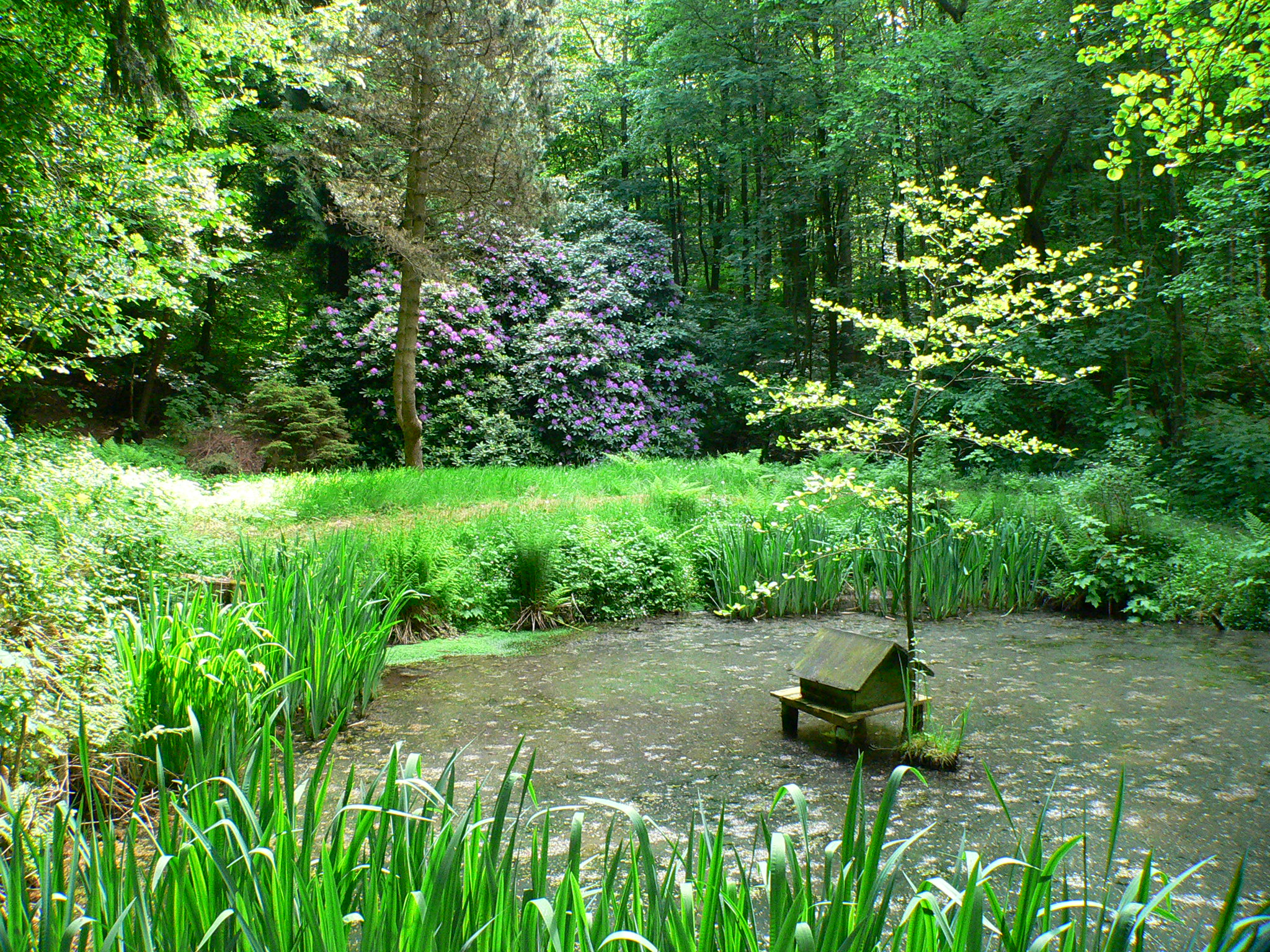
Teichanlage an der Rohrmühle bei Hemeln

Der Bramwald ist unbewohnt, nur an seinen Rändern liegen Ortschaften.
- im Norden:
  - Fürstenhagen (Stadtteil von Uslar)
- im Osten:
  - Mielenhausen (Stadtteil von Hann. Münden)
  - Bühren (Gemeinde)
  - Niemetal (Gemeinde mit den Dörfern Ellershausen und Löwenhagen)
- im Süden:
  - Hilwartshausen (Stadtteil von Hann. Münden)
  - Gimte (Stadtteil von Hann. Münden)
  - Volkmarshausen (Stadtteil von Hann. Münden)
- im Westen:
  - Hemeln (Gemeinde mit Bursfelde und Glashütte; Stadtteil von Hann. Münden)
  - Reinhardshagen (Gemeinde mit den Dörfern Veckerhagen und Vaake am anderen bzw. westlichen Weser-Ufer in Nordhessen)
- im Nordwesten:
  - Wesertal (mit den Dörfern Gottstreu und Gieselwerder am anderen bzw. westlichen Weser-Ufer und Oedelsheim in Nordhessen)

## Schutzgebiete

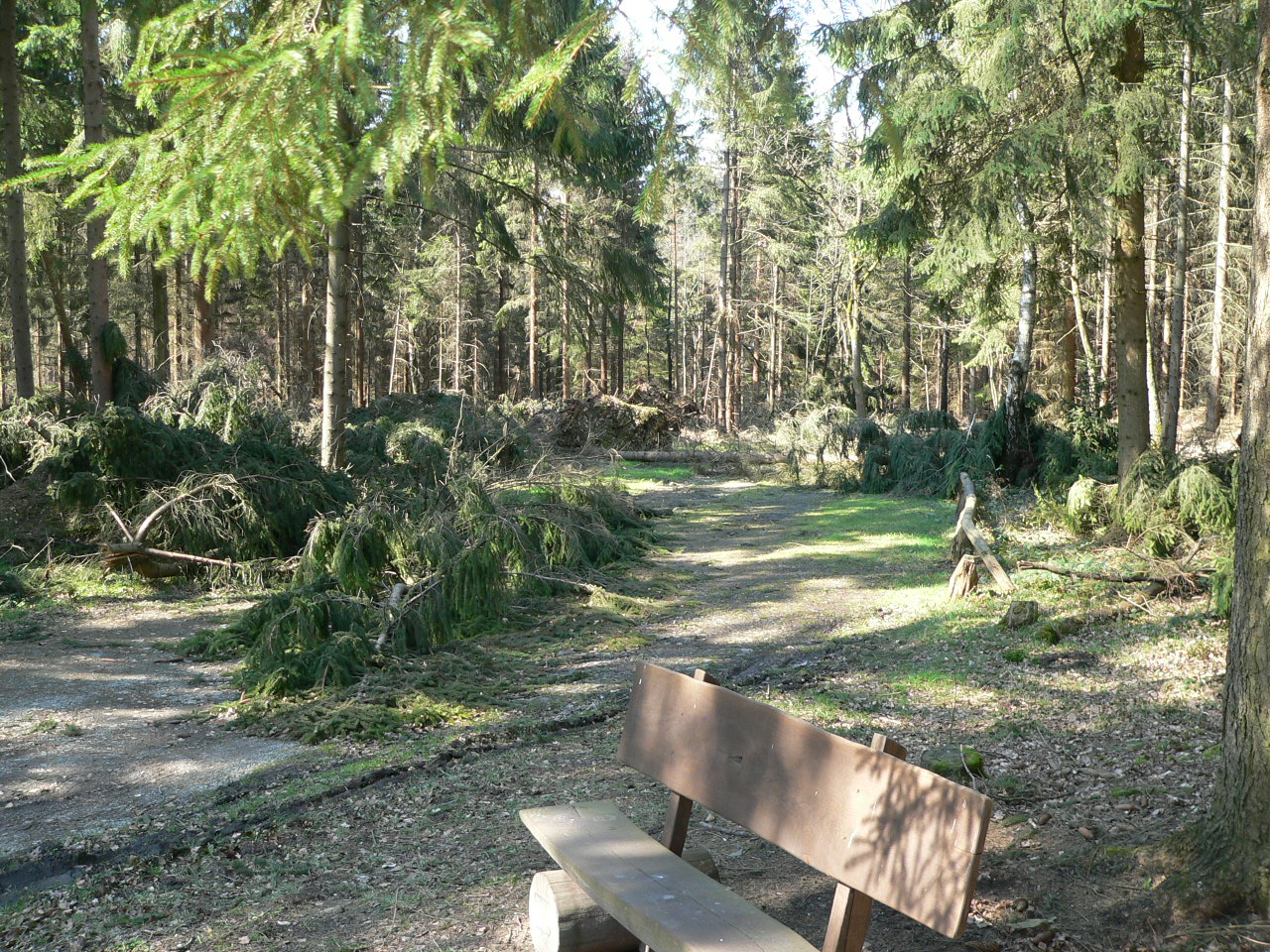
Sturmschäden durch Orkan Kyrill

Im Norden des Bramwaldes liegt das Naturschutzgebiet Totenberg (CDDA-Nr. 165935; 1989 ausgewiesen; 4,37 km² groß) und, fast flächengleich, das Fauna-Flora-Habitat-Gebiet Totenberg (FFH-Nr. 4423-305; 4,32 km²). Auf dem Bramwald liegen Teile Landschaftsschutzgebiets Weserbergland-Kaufunger Wald (CDDA-Nr. 325317; 1989; 285,018 km²).

## Geschichte
Über Besitzrechte verfügten im Mittelalter dort die Klöster Bursfelde, Lippoldsberg und besonders Hilwartshausen. Vogteirechte besaßen zeitweise Sigebodo II. von Scharzfeld, Ludolf II. von Dassel und die Grafen von Ziegenberg. Noch in der Ära Heinrichs des Löwen gewann zunächst das Erzstift Mainz Einfluss. 1224 wurde der Wald mit „silve que Bramwaldt dicitur“ urkundlich erwähnt.
Der Mainzer Bischof Gerhard I. war 1256 gemeinsam mit Graf Konrad III. von Everstein auf einem Feldzug durch die bei Göttingen gelegene Gegend. Der Feldzug sollte dem Entsatz der Asseburg dienen. Der welfische Herzog Albrecht I. nahm beide gefangen und tötete dann den Grafen grausam. Den Bischof ließ er 1257 frei gegen zwei Dinge: Erstens kassierte Albrecht I. 5000 Mark, über die die Bischof verfügte, weil ihm Richard von Cornwall 8000 Mark gab, damit ihm dieser bei der Doppelwahl von 1256/57 seine Stimme gab. Zweitens musste der Bischof die Burg Gieselwerder an Albrecht I. abtreten. Wenig später befand sich auch der Bramwald im Besitz der Welfen.

## Sehenswertes

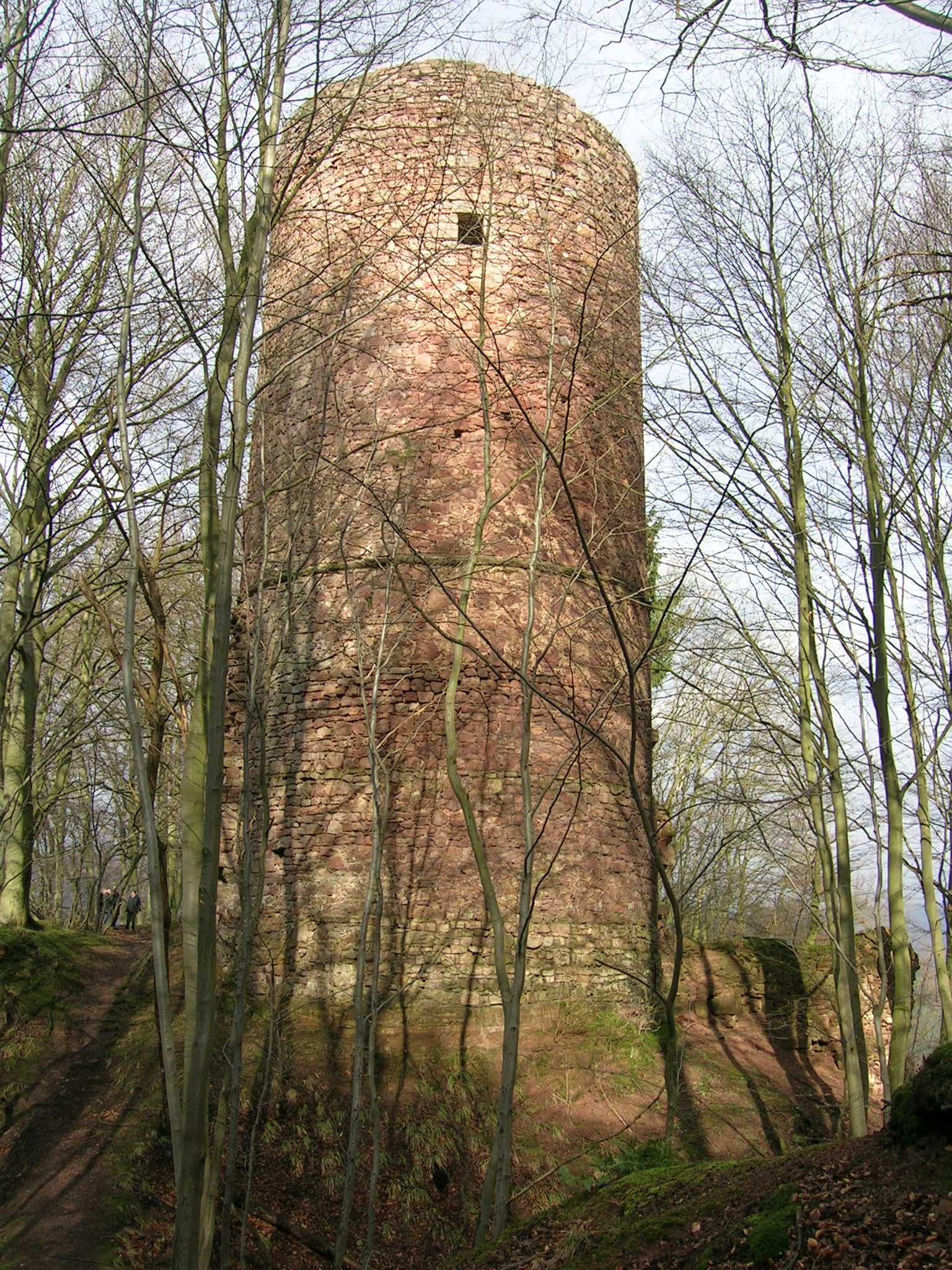
Bergfried der Bramburg

Zu den Sehenswürdigkeiten, Natur- und Kulturdenkmälern sowie Schutzhütten des Bramwaldes gehören oder gehörten:
- Ruine Bramburg (⊙; zwischen Hemeln und Glashütte)
- Hinüberbuche (⊙; ostsüdöstlich von Vaake-Süd), gefällt[8]
- Hedwigseiche (⊙; nördlich von Volkmarshausen)
- mehrere Hügelgräber (z. B. östlich von Vaake)
- Hünenburg Hemeln (⊙; nahe der Bramburg, zwischen Hemeln und Glashütte)
- Köhler-Liesel-Hütte (⊙; südlich vom Totenberg, nordwestlich vom Sandberg)
- Märchenbuche (⊙; zwischen Hemeln und Glashütte)
- Quarzitblöcke nahe Hemeln (⊙; östlich von Hemeln, am Weser-Zufluss Steinecksgraben)
- Quarzitblöcke am Voßküppel (⊙; nordwestlich von Bühren)
- Schwedenschanze (⊙; nordwestlich von Volkmarshausen)
- Totenberghäuschen (⊙; auf der Totenberg-Nordflanke)
- Wilhelm-Magerkurt-Eiche (⊙; östlich von Hemeln)

### Kulturlandschaftsraum
Der Kulturlandschaftsraum Solling, Bram- und Kaufunger Wald umfasst ein 960 km² großes Gebiet. Diese Zuordnung zu den Kulturlandschaften in Niedersachsen hat der Niedersächsische Landesbetrieb für Wasserwirtschaft, Küsten- und Naturschutz (NLWKN) 2018 getroffen. Ein besonderer, rechtlich verbindlicher Schutzstatus ist mit der Klassifizierung nicht verbunden.

## Verkehr und Wandern

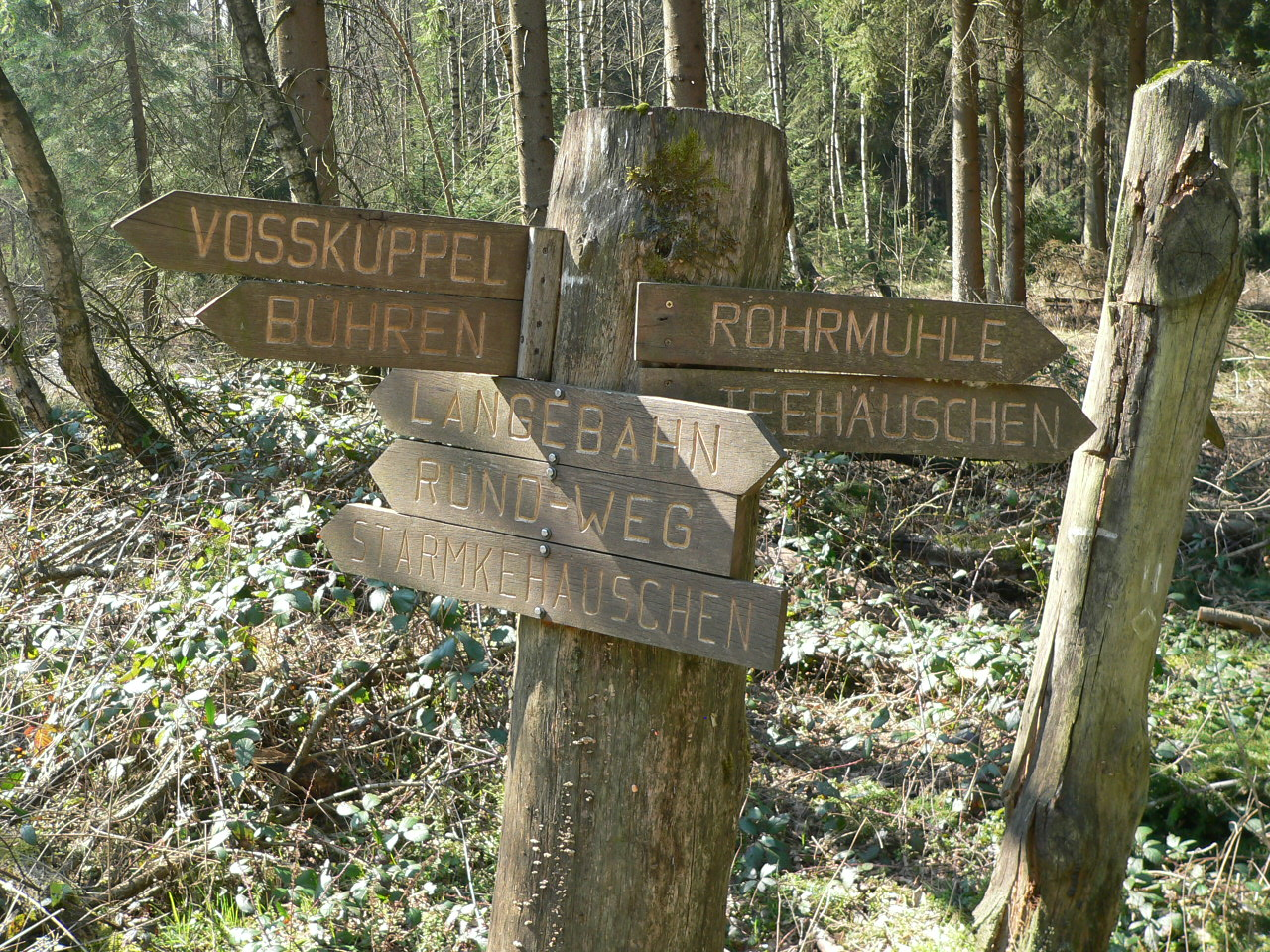
Wegweiser im Bramwald

Durch den Bramwald führen wenige schmale Straßen, so zum Beispiel ein Abschnitt der Landesstraße 560, die Hemeln und Reinhardshagen im Westen mit Niemetal-Ellershausen im Osten verbindet und auf der ein Stück der Frau-Holle-Route der Deutschen Märchenstraße durch das Waldgebiet verläuft. In West-Ost-Richtung durchzieht ihn ein Abschnitt des Wanderwegs Frau-Holle-Pfad und in Nord-Süd-Richtung ein solcher des Upland-Weserberglandwegs.